# Juha Pirinen
Juha Pirinen (* 22. Oktober 1991 in Valkeakoski) ist ein finnischer Fußballspieler, der aktuell für den slowakischen Erstligisten FK AS Trenčín spielt. 2016 wurde er erstmals in der finnischen Fußballnationalmannschaft eingesetzt.

## Karriere

### Verein
Er wurde in der Jugend von Haka Valkeakoski ausgebildet und 2008 in den Profikader aufgenommen, kam lediglich zu einem Einsatz und wechselte 2009 zu Tampere United. Nach 35 Einsätzen wechselte er 2011 zu Haka zurück und etablierte sich diesmal als Stammspieler. Über Zwischenstationen in Myllykosken Pallo -47 und Rovaniemi PS unterschrieb er 2017 beim finnischen Rekordmeister HJK Helsinki, wo er zweimal Meister und einmal Pokalsieger wurde. Seit 2019 spielt er, erstmals in seiner Karriere im Ausland. Bei Tromsø IL erhielt er einen Zweijahresvertrag. Er bestritt in der Eliteserien 2019 26 Spiele, nach denen die Mannschaft aber als Vorletzter absteigen musste. In der Zweitligasaison, die für TIL mit dem Wiederaufstieg endete, kam er nicht zum Einsatz. Im Juli 2020 verließ er Tromsø und wechselte zum slowakischen Verein FK AS Trenčín.

### Nationalmannschaft
Pirinen gab sein Debüt am 10. Januar 2016 gegen Schweden für die finnische A-Auswahl. In der Folge wurde er aber nur sporadisch eingesetzt. So hatte er nur einen kompletten und einen Kurzeinsatz in der Qualifikation für die WM 2018, die erfolglos abgeschlossen wurde, und zwei insgesamt 11-minütige Kurzeinsätze in der erstmals ausgetragenen UEFA Nations League 2018/19. Bei der Qualifikation für die EM 2021 hatte er drei komplette Einsätze, als sich die Finnen erstmals für ein großes Turnier qualifizieren konnten. In der UEFA Nations League 2020/21 wurde er dagegen nicht eingesetzt.

## Erfolge
- Finnischer Meister 2017, 2018 (mit HJK)
- Finnischer Pokalsieger 2016/2017